# Vinbärsgrund, Vörå
Vinbärsgrund är en ö i Finland. Den ligger i Norra kvarken och i kommunen Vörå i den ekonomiska regionen  Vasa i landskapet Österbotten, i den västra delen av landet. Ön ligger omkring 39 kilometer nordöst om Vasa och omkring 390 kilometer norr om Helsingfors.
Öns area är 2 hektar och dess största längd är 220 meter i sydväst-nordöstlig riktning.